# Roccamorice
Roccamorice est une commune de la province de Pescara, dans la région Abruzzes, en Italie.

## Administration
| Période                                  | Période  | Identité          | Étiquette | Qualité |
| ---------------------------------------- | -------- | ----------------- | --------- | ------- |
| 14 juin 2004                             | En cours | Francesco Palumbo |           |         |
| Les données manquantes sont à compléter. |          |                   |           |         |

### Communes limitrophes
Abbateggio, Caramanico Terme, Lettomanoppello, pennapiedimonte (CH), Pretoro (CH).